# カルロス・バルボーザ (フットサルクラブ)
カルロス・バルボーザ（ポルトガル語: Carlos Barbosa）は、ブラジル・リオグランデ・ド・スル州カルロス・バルボーザを本拠地とするフットサルクラブ。正式名称はアソシアソン・カルロス・バルボーザ・ヂ・フットサル（ポルトガル語: Associação Carlos Barbosa de Futsal）であるが、単にカルロス・バルボーザと呼ばれることが多く、頭文字をとってACBFとも呼ばれることもある。1973年3月1日に創設された。カルロス・バルボーザ市営イベントセンターをホームアリーナとしている。リーガ・ナシオナルに所属している。

## 歴史
1973年3月1日、リオグランデ・ド・スル州カルロス・バルボーザを本拠地とするレアル (Real) とリヴェル (River) が合併してアソシアソン・カルロス・バルボーザ・ヂ・フットサルが設立された。1974年に1974 FIFAワールドカップでオランダ代表が優勝すると、オランダ代表のチームカラーであるオレンジ色がカルロス・バルボーザのチームカラーとなった。
1996年、カルロス・バルボーザは初めてリオグランデ・ド・スル州選手権で優勝した。2000年12月17日には6500人を収容するカルロス・バルボーザ市営イベントセンターが竣工し、3000人収容のトラモンティナ体育館からホームアリーナが移された。2001年にはリーガ・ナシオナルで初優勝し、タッサ・ブラジルでも初優勝。国内2冠を達成した。2001年には国際サッカー連盟 (FIFA) 非公認の大会だったインターコンチネンタル・フットサルカップに出場して優勝した。
2002年にはコパ・リベルタドーレスで初優勝し、2003年にはコパ・リベルタドーレスで2連覇を達成した。2004年には国際サッカー連盟 (FIFA) 公認大会に切り替わったばかりのインターコンチネンタル・フットサルカップに出場し、決勝でスペインのプラジャス・デ・カステジョンFSを下して優勝した。

## タイトル

### 国内大会
- リーガ・ナシオナル (5) : 2001, 2004, 2006, 2009, 2015
- タッサ・ブラジル（英語版） (2) : 2001, 2009
- リオグランデ・ド・スル州選手権 (9) : 1996, 1997, 1999, 2002, 2004, 2008, 2009, 2010, 2012
- コパ・トーレス (1) : 2006

### 国際大会
- インターコンチネンタル・フットサルカップ (2) : 2004, 2012
- コパ・リベルタドーレス（英語版） (5) : 2002, 2003, 2010, 2011, 2017